# Северна земна птица носорог
Северната земна птица носорог (Bucorvus abyssinicus) е вид птица от семейство Птици носорози (Bucerotidae).

## Разпространение и местообитание
Разпространен е в Бенин, Буркина Фасо, Гамбия, Гана, Гвинея, Гвинея-Бисау, Еритрея, Етиопия, Камерун, Кения, Демократична република Конго, Кот д'Ивоар, Мавритания, Мали, Нигер, Нигерия, Сенегал, Сиера Леоне, Сомалия, Судан, Того, Уганда, Централноафриканската република, Чад и Южен Судан.